# 2000 a tudományban
2000 a tudományban és a technikában.

## Biológia
- december 14., A lúdfű (Arabidopsis thaliana) virág teljes genomjának géntérképét publikálják a  Nature-ben.
- Nemzetközi összefogással elkészül az emberi géntérkép, mely új távlatokat nyit az orvostudomány előtt.

## Csillagászatésűrkutatás
- május 3. – Egy ritka együttállás volt látható újholdkor. Az 1781-ig ismert összes égitest és a Nap egy vonalban helyezkedett el: a Nap, a Hold, a Merkúr, a Vénusz, a Mars, a Jupiter és a Szaturnusz.

## Orvostudomány
- Hollandiában a világon elsőként engedélyezik az aktív eutanáziát.

## Díjak
- Henri Poincaré-díj: Joel Lebowitz, Walter Thirring, Horng-Tzer Yau
- Nobel-díjak
  - Fizikai Nobel-díj: Zsoresz Ivanovics Alfjorov  (Жорес Иванович Алфёров) (Oroszország) és Herbert Kroemer (Németország) „félvezető heterostruktúrák kifejlesztéséért a nagysebességű- és optoelektronika számára”; illetve Jack Kilby (USA) „az integrált áramkörök feltalálásában való munkájáért”.
  - Kémiai Nobel-díj: Alan Heeger, Alan MacDiarmid, Hideki Shirakawa (白川英樹) „a vezetőképes polimerek felfedezéséért és fejlesztéséért”.
  - Fiziológiai és orvostudományi Nobel-díj: Arvid Carlsson: „annak bizonyításáért, hogy a dopamin felelős az agyban az idegsejtek közti jelátvitelért, és csökkenése Parkinson-kórhoz vezet”; Paul Greengard „annak felfedezéséért, hogyan befolyásolják a neurotranszmitterek az agyműködést és hogyan aktiválják a DARPP-32 nevű központi molekulát”; Eric Kandel „a hosszú és rövid távú emlékezet működésének molekuláris szintű leírásáért”.
- Turing-díj: Andrew Yao
- Wollaston-érem a geológiáért: William Sefton Fyfe

## Halálozások
- január 16. – Robert Rathbun Wilson amerikai fizikus.
- május 19. – Jevgenyij Vasziljevics Hrunov szovjet űrhajós (* 1933)
- július 26. – John Tukey amerikai statisztikus, a software és bit kifejezések kiötlője (* 1915).
- augusztus 9. – Harsányi János (John C. Harsanyi) magyar származású Nobel-díjas amerikai közgazdász. (* 1920)
- szeptember 20. – German Sztyepanovics Tyitov szovjet űrhajós (* 1935)
- október 4. – Michael Smith angol származású kanadai kémikus, Kémiai Nobel-díjas 1993-ban (* 1932)
- október 15. – Konrad Emil Bloch megosztott Nobel-díjas német-amerikai biokémikus (* 1912)
- november 20. – Nyikolaj Antonovics Dollezsal orosz, szovjet gépészmérnök, az első szovjet ipari atomreaktorok főkonstruktőre * 1898)